# アルギマンタス・サカラウスカス
アルギマンタス・サカラウスカス (Algimantas Sakalauskas、1958年9月22日 - )は、リトアニアのヴィルカヴィシュキス出身の彫刻家である。
木彫りによる数多くの彫像や家具、十字架などを製作し、作品は世界中に存在している。主な作品は野外にある1.5m～13.5mの木彫りのポールである。
最初の個展は1986年に開かれ、それ以降様々な作品を展示したり、国際木彫りキャンパスに参加したりする事となる。1999年には井波国際木彫りキャンパスに参加した。
現在は、プリエナイ(Prienai)の町を拠点に活動している。また、Meninė drožyba (メニネ・デゥロジーバ)という非営利団体の社長を務めてもいる。